# 白胸狐蝠
白胸狐蝠（學名：Pteropus insularis），又名魯克狐蝠，是狐蝠科狐蝠屬下的一種，是密克羅尼西亞聯邦的特有種。由於分佈極為狹窄，因此在1996年時在IUCN紅色名錄內列為極危物種，至1989年後當地禁止了對其捕獵，數目漸趨穩定，近年改分類為資料不足（DD）。